# Physocleora santiosa
Physocleora santiosa là một loài bướm đêm trong họ Geometridae.